# Zenonia anax
Zenonia anax är en fjärilsart som beskrevs av Evans 1937. Zenonia anax ingår i släktet Zenonia och familjen tjockhuvuden. Inga underarter finns listade i Catalogue of Life.